# Príncipe Nagaya

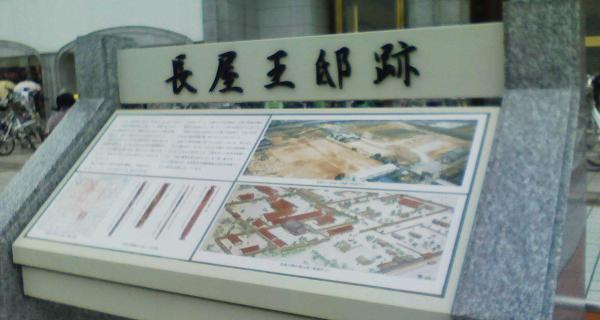
Lugar conmemorativo de la casa del príncipe Nagaya, en la ciudad de Nara.

El Príncipe Nagaya (長屋王 Nagaya-no-ōkimi o Nagaya-ō?,  684 – 20 de marzo de 729) fue un político de la era Nara y príncipe imperial de Japón, hijo del Príncipe Takechi (nieto del Emperador Tenmu) y de la Princesa Minabe (hija del Emperador Tenji y hermana de la Emperatriz Genmei. Contrajo matrimonio con la Princesa Kibi (su prima, hija de la Emperatriz Genmei y hermana de la Emperatriz Genshō.
Tuvo una gran influencia política al ser miembro de la clase más alta de la Familia Imperial, y al no haber otros miembros en la familia que compitiesen con él en aquel momento. Tuvo una gran residencia que abarcaba gran parte de Heijō-kyō.
Solo el clan Fujiwara fue un rival poderoso del príncipe. Su líder Fujiwara no Fuhito se había convertido en el cortesano más poderoso en ese momento, durante el gobierno de la Emperatriz Genshō, prima de Nagaya. Tras la muerte de Buhito en 720, el príncipe logró dominar la corte. Este cambio en el poder fue el origen de conflictos posteriores entre él y los cuatro hijos de Fuhito  (Muchimaro, Fusasaki, Maro y Umakai) durante el reinado del Emperador Shōmu.
En 729, los cuatro hijos de Fuhito acusaron falsamente al príncipe de un crimen y fue condenado a la pena de muerte y forzado a suicidarse. Su esposa, la Princesa Kibi y sus hijos fueron asesinados ese mismo año.

## Familia
- Princesa Kibi (¿? – 729), hijos:
  - Príncipe Kashiwade (¿? – 729)
  - Príncipe Katsuragi (¿? – 729)
  - Príncipe Kagitori (¿? – 729)
- Dama del clan Ishikawa, hijos:
  - Príncipe Kuwata (¿? – 729)
- Fujiwara no Nagako, hija de Fujiwara no Fuhito
  - Príncipe Asukabe
  - Príncipe Kibumi (¿? – 757)
  - Príncipe Yamashiro (Fujiwara no Otosada) (¿? – 763)
  - Princesa Kyōshō, monja
- Abe no Ōtoji, hijos:
  - Princesa Kamo
- Princesa Chinu, hijos:
  - Princesa Madotaka (¿? – 774)

## La maldición de Nagaya
La leyenda indica que cuando el príncipe fue acusado falsamente prometió vengarse tras su muerte. Los cuatro hijos de Fuhito, Fujiwara no Muchimaro, Fujiwara no Fusasaki, Fujiwara no Maro y Fujiwara no Umakai, que mataron al Príncipe Nagaya en 729, padecieron de viruela y murieron todos en el año 737. 
En 1988 las ruinas de la antigua residencia del Príncipe Nagaya fueron descubiertas con varias tablillas de madera y reliquias históricas en su interior al construir una tienda de departamentos Sogo.
| Predecesor: Fujiwara no Fuhito | Udaijin 721-724  | Sucesor: Fujiwara no Muchimaro |
| Predecesor: Isonokabe no Maro  | Sadaijin 724-729 | Sucesor: Fujiwara no Muchimaro |

- Datos: Q1963492
- Multimedia: Prince Nagaya / Q1963492